# 勝田主計

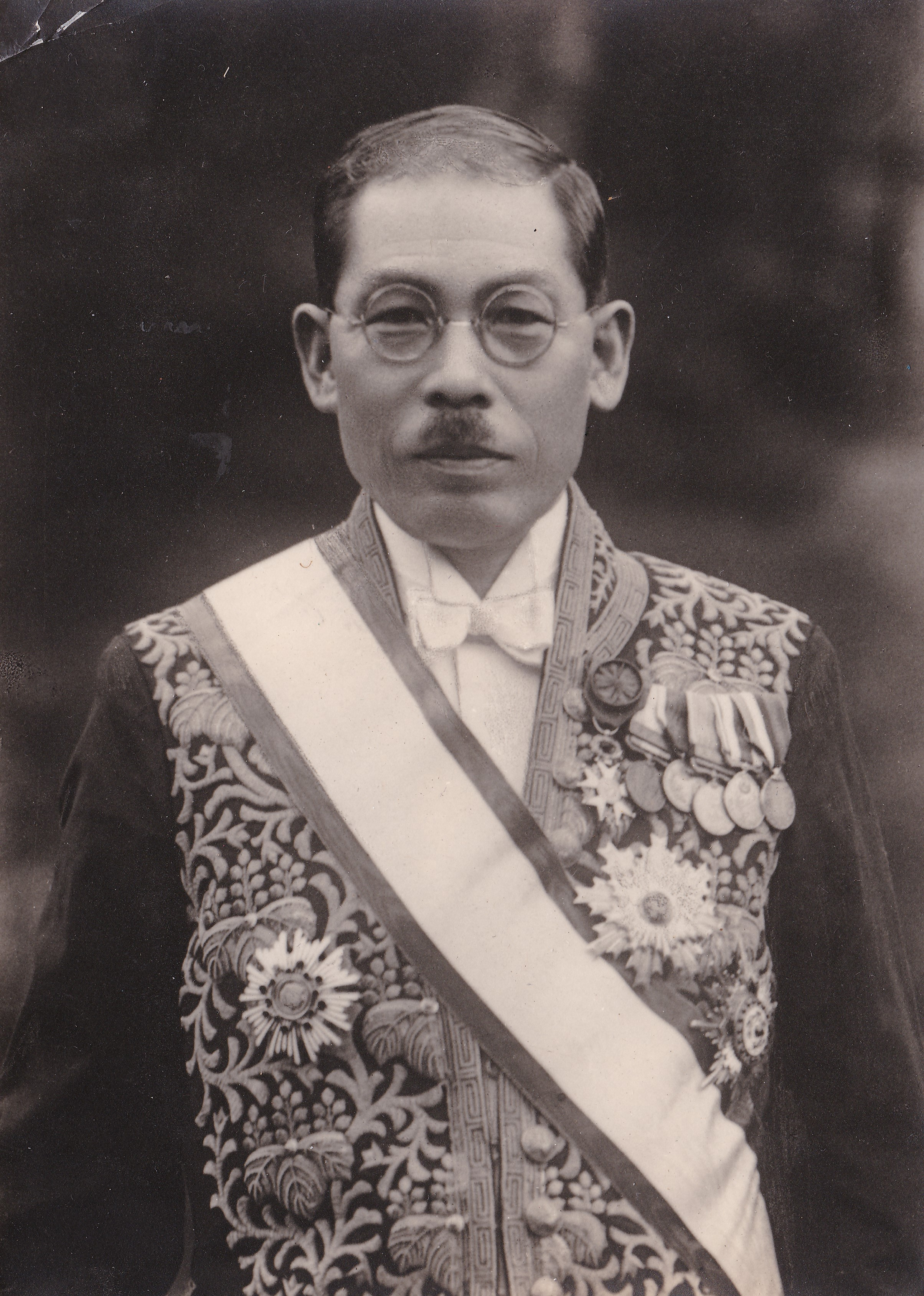
大礼服を着た勝田

勝田 主計（しょうだ かずえ、明治2年旧暦9月15日〈1869年10月19日〉- 昭和23年〈1948年〉10月10日）は、日本の大蔵官僚、政治家。理財局長、大蔵次官、蔵相、文相、内閣参議を歴任。同郷の俳人・正岡子規や海軍軍人・秋山真之の友人だった。勝田宰州、勝田明庵は俳号。

## 生涯
明治2年（1869年）現在の愛媛県松山市一番町に生まれた。松山藩士・勝田久廉の五男。
勝山学校、伊予尋常中学、一高を経て、明治28年（1895年）に東京帝国大学法科大学を卒業、大蔵省に入省。主税局属。1901年6月の函館税務管理局長兼税関長時代に関税法などの調査のために2年間ヨーロッパに派遣される。大蔵次官を経て1914年（大正3年）3月31日、貴族院勅選議員となり、大正4年（1915年）に朝鮮銀行総裁に就任。寺内内閣で大蔵大臣を務めた。

大正7年（1918年）、西原亀三と計り、興業銀行、朝鮮銀行、台湾銀行からそれぞれ資金を調達し、総額1億4,500万円という莫大な西原借款を提供する。この借款は主に段祺瑞政権の政治資金として使われ、成果を得るどころか、結局は回収できなかったため、帝国議会の轟々たる非難を浴びた。
その後、清浦内閣でも大蔵大臣を、田中義一内閣で文部大臣を務め、昭和14年（1939年）に内閣参議となった。
1946年8月3日、公職追放となり貴族院議員の資格が消滅となった。

## 大臣辞退
- 第2次近衛内閣でも安井英二の後任内務大臣として一旦は内定されたものの、勝田が内務省出身ではないことを憂慮した昭和天皇の意向（『木戸幸一日記』）に従って辞退している。
- 鈴木貫太郎内閣でも大蔵大臣の候補となったが、高齢を理由として娘婿である元大蔵次官の広瀬豊作を推薦して自分はその後見となった。

## 栄典
位階
- 1914年（大正3年）4月30日 - 正四位[9]

勲章等
- 1911年（明治44年）8月24日 - 金杯一組[10]
- 1916年（大正5年）4月1日 - 旭日重光章[11]
- 1918年（大正7年）9月29日 - 勲一等瑞宝章[12]
- 1920年（大正9年）11月1日 - 旭日大綬章[13]
- 1940年（昭和15年）8月15日 - 紀元二千六百年祝典記念章[14]

外国勲章佩用允許
- 1909年（明治42年）7月8日 - 大韓帝国：勲二等太極章[15]

## 親族
イヨ夫人との間に5男7女をもうけたが、長男・力と三男・惇が早世したため次男・浩が嗣子となった。
四男・龍夫は日本債券信用銀行頭取を務めたが文筆家としても知られ、西園寺公望の秘書・原田熊雄の娘婿ということから『重臣たちの昭和史』等の日本現代史に関する著書も多い。五男・祐行はテレビ朝日報道局記者（元アナウンサー）・勝田和宏の祖父。六男・高司は東京大学教授を務めた学者で工学博士。七男・和男はユニバース開発の社長を務めた。
長女・道子は元蔵相の広瀬豊作に、次女・秋子は内務官僚・弁護士の中野善敦に、三女・真代は元大倉商事社長の黒田康彦に、四女・素代子は元東洋レーヨン事業部長の早崎文雄に、五女・徳子は元東京芝浦電気社長の玉置敬三に嫁いだ。
弟・久貫は元日本電子計算社長・勝田正之の父である。正之は久貫の長男で、三菱財閥の創始者・岩崎弥太郎の孫娘・寿々子と結婚した。故に勝田家は三菱の創業者一族・岩崎家と姻戚関係で結ばれたといえる。寿々子の父・康弥は弥太郎の三男で、児童文学作家の勝田紫津子は正之・寿々子夫妻の長女。正之の弟・恭行は安倍源基の三女と結婚している。